# Phare de Geita
Le phare de Geita (en norvégien : Geita fyr)  est un phare côtier situé sur une petite île de la commune de Askvoll, dans le comté de Vestland (Norvège). Il est géré par l'administration côtière norvégienne (en norvégien : Kystverket).
Le phare est classé patrimoine culturel par le Riksantikvaren depuis 1999 .

## Histoire
Le phare est situé sur une petite île dans l'Aspefjord à environ 8 km du continent.
Le phare a été mis en service en 1897. Il a été automatisé en 1980.
Le bâtiment est désormais disponible à la location durant les vacances d'été. L'île n'est accessible qu'en bateau.

## Description
Le phare  est une petite tour carrée de 10 mètres de haut, au coin d'une maison d'un étage. Le bâtiment est blanc avec une lanterne rouge. Son feu à occultations  émet, à une hauteur focale de 43 mètres, un éclat blanc, rouge et vert  selon différents secteurs toutes les 6 secondes. Sa portée nominale est de 13 milles nautiques (environ 24 km).
Identifiant : ARLHS : NOR-093; NF-2396 - Amirauté : L0220 - NGA : 4836 .
|                      |
| Le phare (1890-1900) |

### Lien connexe
- Liste des phares de Norvège